# Équipe d'Islande masculine de handball au Championnat du monde 2021
Cet article relate le parcours de l'équipe d'Islande masculine de handball lors du Championnat du monde 2021 qui a lieu en Égypte en janvier 2021. Il s'agit de la 21e participation de l'Islande aux Championnats du monde qui terminera à la 20e place.

## Présentation

### Qualification
Les qualifications européennes ont été annulées en raison de la pandémie de Covid-19. L'Islande se qualifie grâce à sa 11e place au Championnat d'Europe 2020.

## Résultats

### Tour préliminaire
|   | Équipe   | Pts | J | G | N | P | Bp | Bc | Diff |
| - | -------- | --- | - | - | - | - | -- | -- | ---- |
| 1 | Portugal | 6   | 3 | 3 | 0 | 0 | 84 | 62 | 22   |
| 2 | Islande  | 4   | 3 | 2 | 0 | 1 | 93 | 72 | 21   |
| 3 | Algérie  | 2   | 3 | 1 | 0 | 2 | 67 | 88 | -21  |
| 4 | Maroc    | 0   | 3 | 0 | 0 | 3 | 66 | 88 | -22  |

| 14 janvier 2021 21h30 | Portugal         | 25 – 23   | Islande              | Handball Hall, « nouvelle capitale » Arbitrage : Václav Horáček et Jiří Novotný |
| 14 janvier 2021 21h30 | Miguel Martins 6 | (11 – 10) | Bjarki Már Elísson 6 | Handball Hall, « nouvelle capitale » Arbitrage : Václav Horáček et Jiří Novotný |
| 14 janvier 2021 21h30 | ×2 ×3            | Rapport   | ×3 ×4                | Handball Hall, « nouvelle capitale » Arbitrage : Václav Horáček et Jiří Novotný |

| 16 janvier 2021 21h30 | Algérie      | 24 – 39   | Islande               | Handball Hall, « nouvelle capitale » Arbitrage : Mads Hansen (da) et Jesper Madesen |
| 16 janvier 2021 21h30 | Ayoub Abdi 5 | (10 – 22) | Bjarki Már Elísson 12 | Handball Hall, « nouvelle capitale » Arbitrage : Mads Hansen (da) et Jesper Madesen |
| 16 janvier 2021 21h30 | ×1 ×4 ×1     | Rapport   | ×4 ×1                 | Handball Hall, « nouvelle capitale » Arbitrage : Mads Hansen (da) et Jesper Madesen |

| 18 janvier 2021 21h30 | Islande                        | 31 – 23   | Maroc             | Handball Hall, « nouvelle capitale » Arbitrage : Václav Horáček et Jiří Novotný |
| 18 janvier 2021 21h30 | Guðmundsson, V. Kristjánsson 6 | (15 – 10) | Mohamed Zaroili 5 | Handball Hall, « nouvelle capitale » Arbitrage : Václav Horáček et Jiří Novotný |
| 18 janvier 2021 21h30 | ×1 ×3                          | Rapport   | ×1 ×4 ×2          | Handball Hall, « nouvelle capitale » Arbitrage : Václav Horáček et Jiří Novotný |

### Tour principal
|   | Équipe   | Pts | J | G | N | P | Bp  | Bc  | Diff |
| - | -------- | --- | - | - | - | - | --- | --- | ---- |
| 1 | France   | 10  | 5 | 5 | 0 | 0 | 142 | 123 | 19   |
| 2 | Norvège  | 8   | 5 | 4 | 0 | 1 | 155 | 137 | 18   |
| 3 | Portugal | 6   | 5 | 3 | 0 | 2 | 135 | 132 | 3    |
| 4 | Suisse   | 4   | 5 | 2 | 0 | 3 | 125 | 131 | -6   |
| 5 | Islande  | 2   | 5 | 1 | 0 | 4 | 139 | 132 | 7    |
| 6 | Algérie  | 0   | 5 | 0 | 0 | 5 | 116 | 157 | -41  |

| 20 janvier 2021 16h30 | Suisse        | 20 – 18  | Islande              | Handball Hall, Ville du 6 Octobre Arbitrage : Robert Schulze et Tobias Tönnies |
| 20 janvier 2021 16h30 | Andy Schmid 6 | (10 – 9) | Ólafur Guðmundsson 4 | Handball Hall, Ville du 6 Octobre Arbitrage : Robert Schulze et Tobias Tönnies |
| 20 janvier 2021 16h30 | ×2 ×5         | Rapport  | ×2 ×1                | Handball Hall, Ville du 6 Octobre Arbitrage : Robert Schulze et Tobias Tönnies |

| 22 janvier 2021 19h00 | Islande              | 26 – 28   | France     | Handball Hall, Ville du 6 Octobre Arbitrage : Óscar Raluy López et Ángel Luis Sabroso Ramírez |
| 22 janvier 2021 19h00 | Bjarki Már Elísson 8 | (14 – 16) | Dika Mem 7 | Handball Hall, Ville du 6 Octobre Arbitrage : Óscar Raluy López et Ángel Luis Sabroso Ramírez |
| 22 janvier 2021 19h00 | ×2 ×5 ×1             | Rapport   | ×5         | Handball Hall, Ville du 6 Octobre Arbitrage : Óscar Raluy López et Ángel Luis Sabroso Ramírez |

| 24 janvier 2021 19h00 | Islande              | 33 – 35   | Norvège          | Handball Hall, Ville du 6 Octobre Arbitrage : Nachevski, Nikolov |
| 24 janvier 2021 19h00 | Bjarki Már Elísson 6 | (18 – 18) | Sander Sagosen 8 | Handball Hall, Ville du 6 Octobre Arbitrage : Nachevski, Nikolov |
| 24 janvier 2021 19h00 | ×2 ×8 ×1             | Rapport   | ×2 ×8            | Handball Hall, Ville du 6 Octobre Arbitrage : Nachevski, Nikolov |

## Statistiques et récompenses

### Buteurs
| Rang  | Joueur                     | Tot. | Tirs | %     | MJ | Moy. |
| ----- | -------------------------- | ---- | ---- | ----- | -- | ---- |
| 1     | Bjarki Már Elísson         | 38   | 52   | 73 %  | 6  | 6,3  |
| 2     | Ólafur Guðmundsson         | 26   | 46   | 57 %  | 6  | 4,3  |
| 3     | Gísli Þorgeir Kristjánsson | 18   | 30   | 60 %  | 6  | 3    |
| 4     | Viggó Kristjánsson (en)    | 17   | 28   | 61 %  | 5  | 3,4  |
| 5     | Sigvaldi Guðjónsson (en)   | 16   | 20   | 80 %  | 6  | 2,7  |
| 6     | Elliði Snær Viðarsson      | 8    | 11   | 73 %  | 6  | 1,3  |
| 7     | Elvar Örn Jónsson (en)     | 8    | 25   | 32 %  | 6  | 1,3  |
| 8     | Alexander Petersson        | 7    | 11   | 64 %  | 4  | 1,8  |
| 9     | Arnar Freyr Arnarsson (en) | 6    | 8    | 75 %  | 6  | 0,8  |
| 10    | Oddur Grétarsson           | 6    | 8    | 75 %  | 6  | 0,8  |
| 11    | Ómar Ingi Magnússon        | 6    | 10   | 60 %  | 4  | 1,5  |
| 12    | Kristján Örn Kristjánsson  | 4    | 9    | 44 %  | 5  | 0,8  |
| 13    | Björgvin Páll Gústavsson   | 3    | 3    | 100 % | 5  | 1,7  |
| 14    | Ýmir Örn Gíslason (en)     | 2    | 3    | 67 %  | 5  | 0,4  |
| 15    | Magnús Óli Magnússon       | 1    | 1    | 100 % | 5  | 0,2  |
| 16    | Arnór Þór Gunnarsson       | 1    | 2    | 50 %  | 4  | 0,3  |
| Total | Total                      | 170  | 274  | 62 %  | 6  | 28,3 |

### Gardiens de but
| N°    | Nom                         | %    | Arrêts | Tirs | MJ | Moy. |
| ----- | --------------------------- | ---- | ------ | ---- | -- | ---- |
| 1     | Björgvin Páll Gústavsson    | 34 % | 36     | 107  | 5  | 7,2  |
| 2     | Viktor Gísli Hallgrímsson   | 26 % | 17     | 66   | 3  | 5,7  |
| 3     | Ágúst Elí Björgvinsson (en) | 29 % | 12     | 41   | 5  | 2,4  |
| Total | Total                       | 30 % | 66     | 221  | 6  | 11   |